# Petar Keglević (VII.)
Petar VII. Keglević (Péter Keglevich; Lobor, oko 1660. – Lobor, 30. svibnja 1724.), poznat i kao Petar Keglević Bužimski, je bio hrvatski plemić, namjesnik i vojni zapovjednik. Član obitelji Keglević bio je vrhovni zapovjednik, general, namjesnik hrvatskog bana i mađarski grof.

## Obitelj
Keglević je rođen oko 1660. godine od oca baruna Ladislava Keglevića (1627. – 1665.) i majke barunice Rozine Ratkaj. Unuk je baruna Petra V. Keglevića Bužimskog, hrvatskog vojskovođe i ljetopisca i praunuk baruna Jurj Keglevića, hrvatskog banovca, te čukununuk baruna Nikole Istvánffyja, povjesničara, političar i pjesnika. Potomak je hrvatsko-slavonsko-dalmatinskiog bana Petra II. Keglevića Bužimskog.

## Životopis
Završio studij filozofije na Sveučilištu u Grazu 1679. godine. Ženidbom je stekao vlastelinstvo Mali Kalnik i Guščerovec, a nakon parnice koju je od 1690. do 1699. vodio sa Zagrebačkim kaptolom i Siščanima vlastelinstva Blinje i Totuševinu. U nasljedstvo je dobio dvorac u Svetom Križu Začretju.
Sudjelovao u Velikom turskom ratu, osobito se istaknuvši u odbrani Beča 1683. godine kada je skupio i uzdržavao vojsku o vlastitu trošku. Kralj Leopold I. Habsburgovac mu je zbog vojnih zasluga na Saboru u Požunu 4. kolovoza 1687. godine dodijelio grofovski naslov, skupa s izvanjim stricem Nikolom iz mađarke grane obitelji. Imenovan je kraljevskim savjetnikom 1694. godine. Iste godine postao je i vrhovni zapovjednik dijela Banske krajine u Pounju, na kojoj se dužnosti spominje i do 1701. Sudjelovao je u oblikovanju pojedinih točaka mira u Srijemskim Karlovcima 1699. godine i kao član više saborskih povjerenstava za razgraničenje i uređenje državne granice s Osmanskim Carstvom.
Keglević je od 1702. godine obnašao dužnost banskoga namjesnika u vojnim i političkim poslovima. Nakon smrti bana Adama Batthyánya 1703. godine predložen je za bana, no nije izabran. Iste godine po izbijanju ustanka Franje II. Rákóczyja preuzeo je obranu granica na Dravi. Kralj Leopold I. imenovao ga je vrhovnim kapetanom vojske Kraljevstva 1705. godine.
Kralj Josip I. imenovao ga je velikim županom Požeške županije 1707. godine, kao i vrhovnim zapovjednikom pograničnih postrojba 1708. godine. Na Hrvatskom saboru 1711. godine izabran je u svečano izaslanstvo koje je u Beču pozdravilo novoga kralja Karla III. Njegova suradnja sa zagrebačkim biskupom Mirkom Esterházyjem osjetila se na Saboru, osobito 1712. godine pri donošenju Hrvatske pragmatičke sankcije. Pošto se zbog bolesti povukao s dužnosti banskoga namjesnika 1712. godine, bio je član povjerenstava za uređenje granica Hrvatske vojne krajine na Savi, prema Kranjskoj i na Uni.
Keglević je omogućio tiskanje djela Pavaoa Rittera Vitezovića Bosna captiva u Trnavi 1712. godine. U Krapini je na brijegu povrh franjevačkoga Samostana svete Katarine dao 1705./1707. godine sagraditi kapelicu svetog Josipa. U samostanskoj crkvi 1713. dao je oslikati i pozlatiti oltar te ispred crkve podignuti kip Blažene Djevice Marije. Keglević je 1714. godine obnovio je i krapinsku utvrdu.
Umro je 1724. godine u Loboru. Pokopan je u franjevačkoj crkvi u Krapini.

## Brak i potomstvo
Keglević je oko 1692. godine oženio groficu Mariju Ivanu (oko 1668. – 1738.), kćerku grofa Stjepana Orehovečkog. Imali su troje djece:
- Grof Ladislav, II. (oko 1693. – 1735.); oženio 1722. godine u Beču freifrau Francisku Thavonath s kojom je imao sina grofa Petra VIII.
- Grofica Kristina Marija (c. 1698. – 1750.); udala se za Josipa Ratkaja.
- Grof Aleksandar (1706. – 1752.); oženio 1736. godine groficu Maria Annu Teodoru Petazzi od San Servola s kojom je imao troje djece, uključujući grofa Josipa.

Sin Ladislav te unuci Petar i Josip bili su veliki župani Požeške županije. Kćerka Petra VIII. je grofica Katarina Patačić.